# 磁浮机场站
磁浮机场站是长沙地铁长沙磁浮快线（长沙中低速磁浮线）的一座车站。2016年5月6日投入载客试运营。车站位于中华人民共和国湖南省长沙市长沙县黄花镇长沙黄花国际机场T1与T2之间，国际厅西侧。

## 车站结构
车站主体结构两层，一层为设备、办公用房，二层为站厅、站台层（位于同一标高），双线侧式站台，其中一侧具备故障清客功能，总长为120m，总宽为32.2m。车站设有换乘通道和电梯分别通往机场出发层和到达层。车站地面层也设有出入口通往公交站场及停车坪。
| 地上二层 | 站厅及站台                                | 站厅、通道往黄花机场T1及T2航站楼 |
| 地上二层 | 侧式站台，到站开左边门/始发开右边门       |                                  |
| 地上二层 | · S2线列车往磁浮高铁站方向 （磁浮㮾梨站） |                                  |
| 地上二层 | 备用站台                                  |                                  |
| 地上二层 | 侧式站台，本侧不启用                      |                                  |
| 地上二层 | 暂不使用                                  |                                  |
| 地上一层 | 设备层                                    | 地面出入口、办公及设备层         |

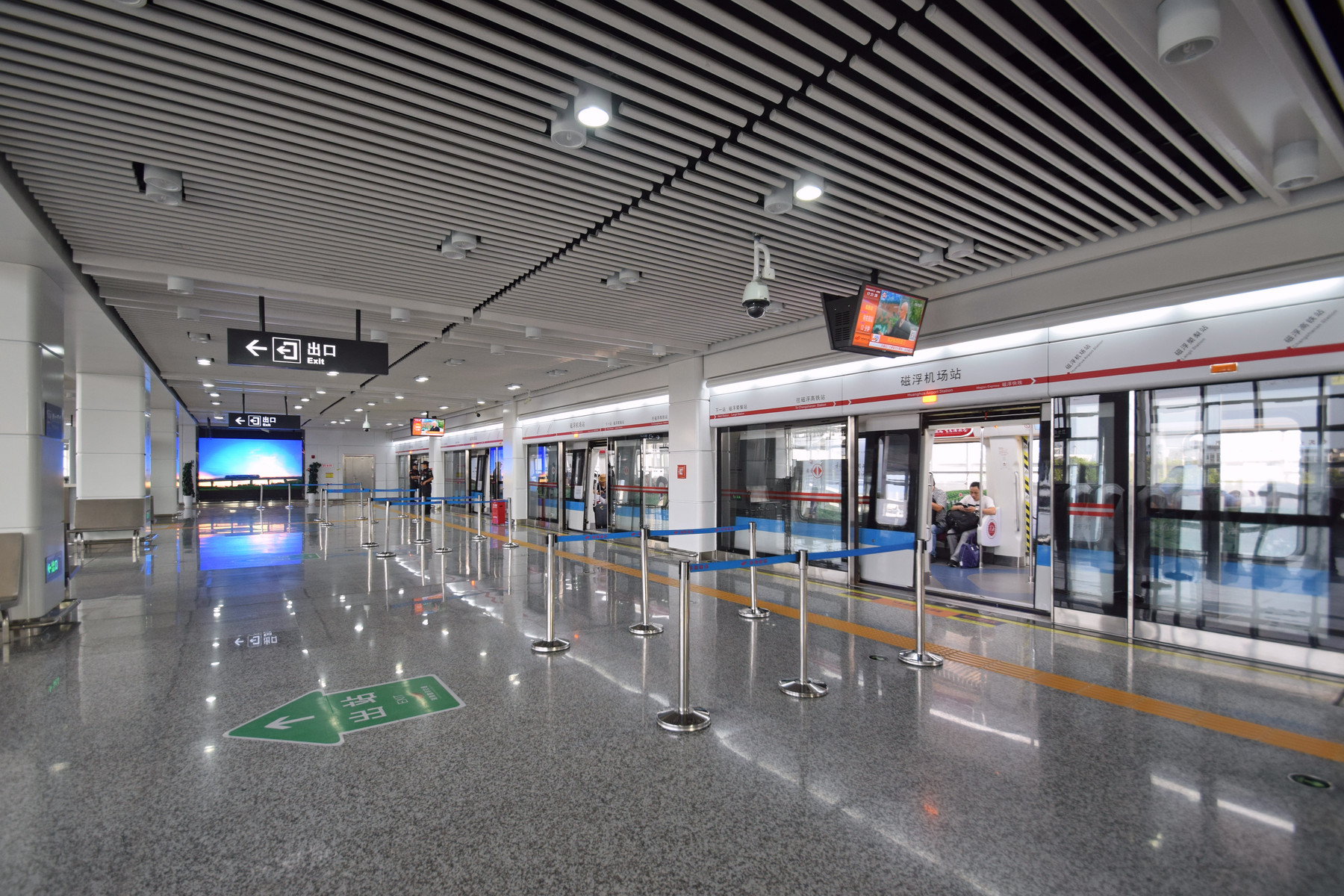
車站站臺
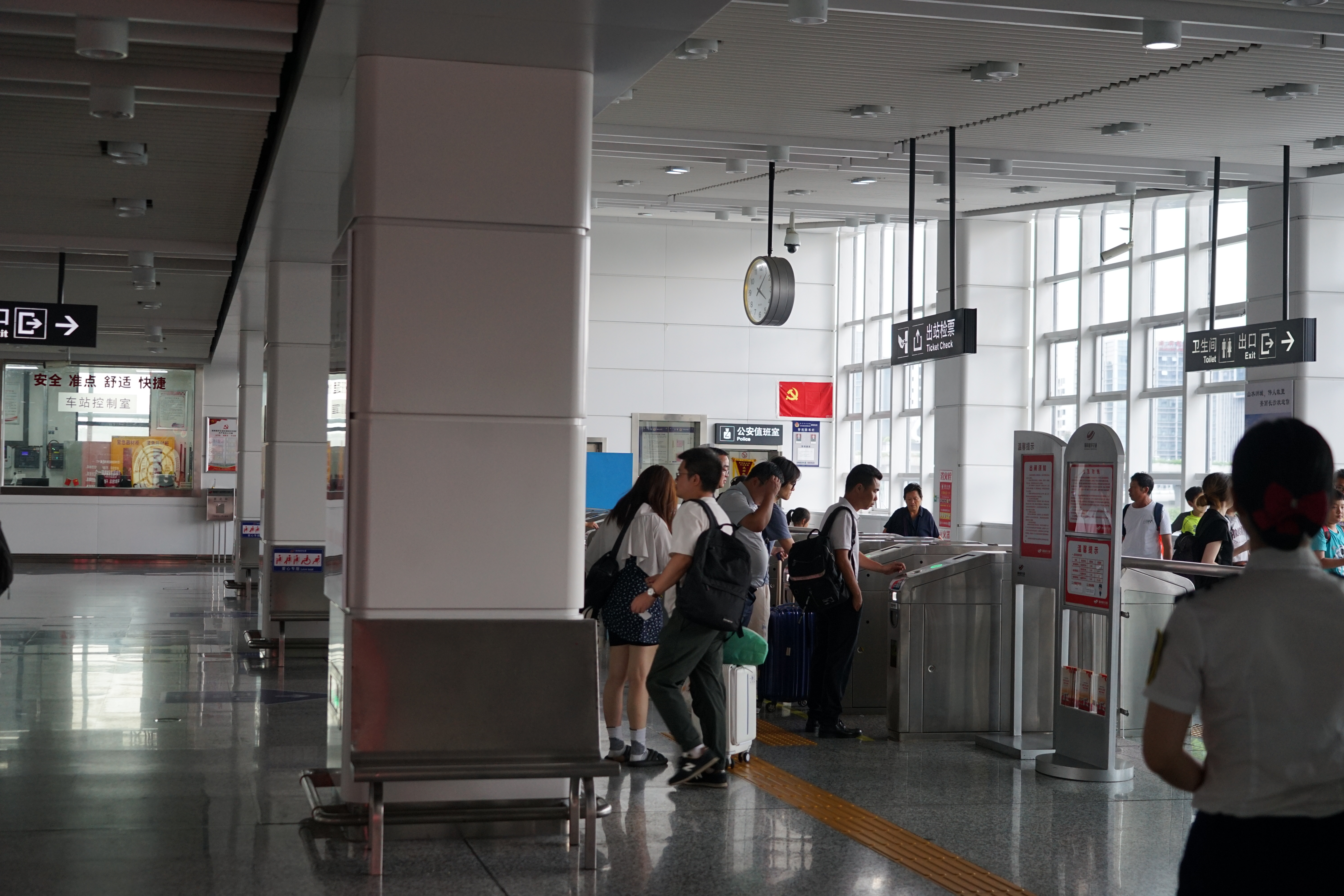
磁浮機場站閘口
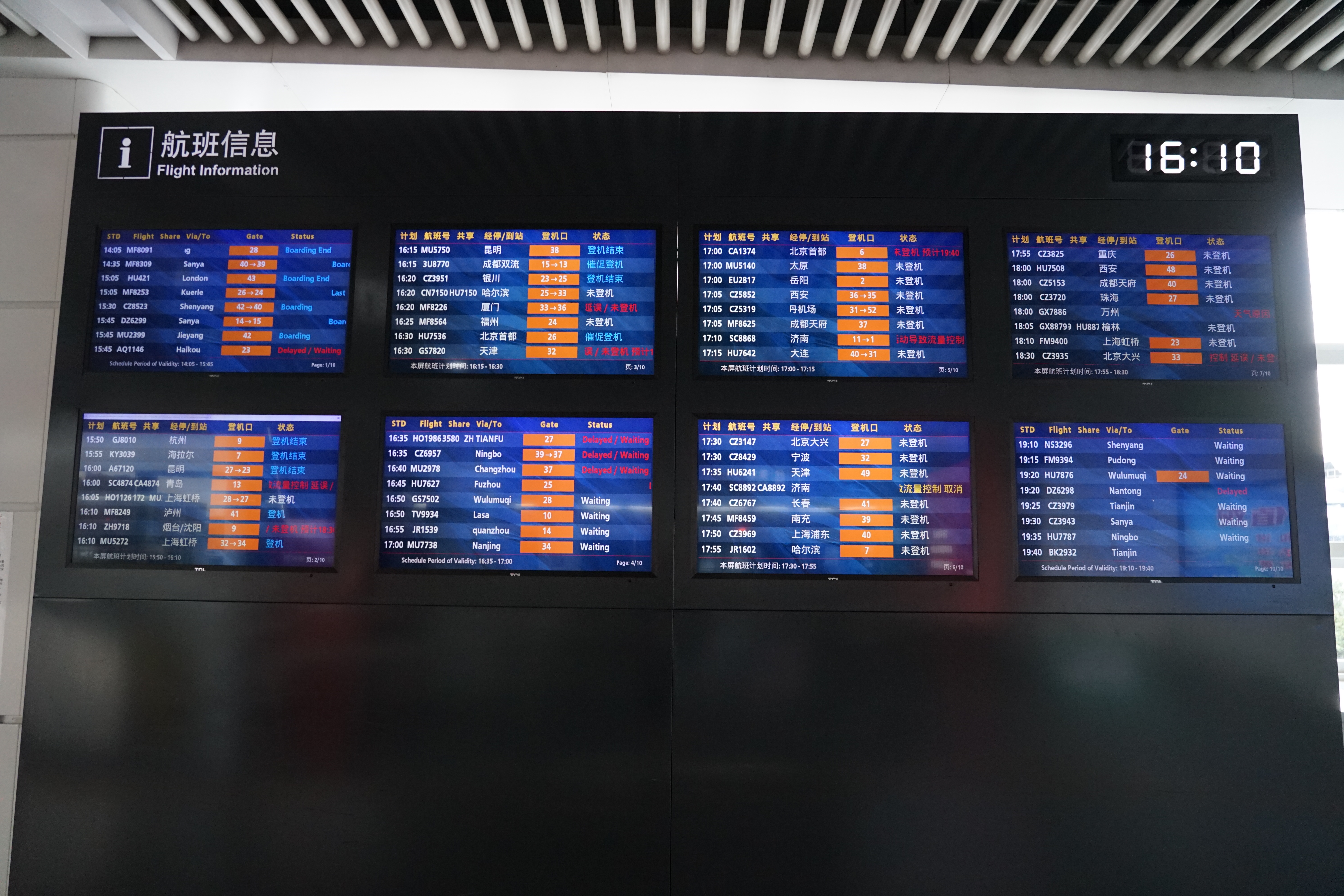
站內的航班信息顯示屏

## 车站周边
- 长沙黄花国际机场
- 长沙地铁6号线黄花机场T1T2站